# Popurrí Juan Gabriel (Radio Edit)
"Popurrí Juan Gabriel (Radio Edit)" é um medley interpretado pela atriz e cantora mexicana Lucero. Foi lançado como segundo e último single do álbum ao vivo Un Lucero en la México de 1999.

## Informações
O medley tem duração de seis minutos e treze segundos e é composto por extratos de três canções mariachi escritas e compostas pelo cantor mexicano Juan Gabriel: "El Noa Noa", "Flores de Amor", "No Tengo Dinero" e "Será Mañana". Lucero a interpretou em 12 de Junho de 1999, durante sua apresentação na Plaza de Toros que posteriormente foi lançado no álbum Un Lucero en la México. Este single teve o objetivo de divugar a parte mariachi da apresentação, sendo que o primeiro single, a versão ao vivo de "Quiero", divulgava a parte pop. Lucero também chegou a interpretar este medley em outras ocasiões como no Festival de Viña del Mar em 2001 e durante suas apresentações no Auditorio Nacional em 2012 e 2018.

## Formato e duração
- Airplay / CD single[1]

1. "Popurrí Juan Gabriel (Radio Edit)" – 6:13

## Charts
| Chart (1999) | Posição |
| ------------ | ------- |
| México       | 10      |

## Histórico de lançamentos
| País   | Data             | Formato           | Gravadora                                                         |
| ------ | ---------------- | ----------------- | ----------------------------------------------------------------- |
| México | Setembro de 1999 | Airplay CD single | Sony Music Entertainment México Columbia Records Fonovisa Records |